# Dinei
Telmario de Araújo Sacramento, más conocido como Dinei (São Domingos, Brasil, 11 de noviembre de 1983) es un futbolista brasileño. Juega de delantero y su actual equipo es el Ventforet Kofu de Japón.

## Clubes
| Club                | País   | Año       |
| ------------------- | ------ | --------- |
| Atlético Paranaense | Brasil | 2003      |
| Ferroviária         | Brasil | 2004      |
| Atlético Paranaense | Brasil | 2005      |
| Ferroviária         | Brasil | 2005–2006 |
| EC Noroeste         | Brasil | 2006      |
| Atlético Paranaense | Brasil | 2007      |
| Guaratinguetá       | Brasil | 2007      |
| Atlético Paranaense | Brasil | 2007      |
| Vitória             | Brasil | 2008      |
| Celta de Vigo       | España | 2008–2009 |
| C. D. Tenerife      | España | 2009–2010 |
| Palmeiras           | Brasil | 2010–2011 |
| Vitória             | Brasil | 2012–2014 |
| Kashima Antlers     | Japón  | 2015–2016 |
| Shonan Bellmare     | Japón  | 2016–2017 |
| Ventforet Kofu      | Japón  | 2017–     |